# Vladimír Maška
Vladimír Maška (* 6. února 1973, Děčín) je bývalý český atlet, reprezentant v hodu kladivem. V současnosti je držitelem národního rekordu v této disciplíně, výkonem 81,28 metru z roku 1999. V současnosti působí jako trenér olympijského vítěze 2016 a vicemistra světa 2015 v hodu kladivem Dilshoda Nazarova z Tádžikistánu a také se věnuje mladým vrhačům.
Maška startoval za klub LIAZ Jablonec nad Nisou. Největším úspěchem jeho kariéry bylo 8. místo na letních olympijských hrách v australském Sydney v roce 2000. Reprezentoval také na olympiádě v Athénách o čtyři roky později, kde skončil v kvalifikaci
1. května 2000 při závodě na atletickém stadionu v Turnově zabilo jím odhozené kladivo 18letou atletku Zuzanu Krejčovou.
Třikrát se kvalifikoval na MS v atletice (Athény 1997, Sevilla 1999, Edmonton 2001) Největšího úspěchu dosáhl na světovém šampionátu ve španělské Seville v roce 1999, kde ve finále obsadil výkonem 75,26 m 12. místo. Limit splnil také na MS 2003, které se konalo v Paříži. Těsně před startem šampionátu si však v tréninku pohmoždil kotník a natáhl achillovku na levé noze a do Francie neodcestoval.

## Osobní rekordy
- Hod kladivem – 81,28 m – 25. září 1999, Pacov (NR)